# Хаккенхайм
Хаккенхайм (нем. Hackenheim) — община в Германии, в земле Рейнланд-Пфальц.
Входит в состав района Бад-Кройцнах. Подчиняется управлению Бад Кройцнах. Население составляет 2054 человека (на 31 декабря 2010 года). Занимает площадь 4,31 км².

## Города-побратимы
- Тосья (Франция, с 1992)